# Gornja Stubica
Gornja Stubica je naselje na Hrvaškem, ki je upravno srdeišče občine Gornja Stubica Krapinsko-zagorske županije.

## Lega
Gornja Stubica leži 4 km jugovzhodno od Donje Stubice v prostrani dolini reke Krapine pod severnimi obronki 1030 m visoke Medvednice na nadmorski višini 201 m. Tu se v dolini združijo potoki, ki se zlivajo z Medvednice: Slani potok, Pišk morica in Burnjak.

## Zgodovina
V tem kraju se je v zadnjih dneh januarja leta 1573 pričel velik hrvaško-slovenski kmečki upor, ki ga je vodil Matija Gubec. Temu zgodovinskemu dogodku je v Gornji Stubici postavljen velik spomenik delo kiparja Antuna Augustinčića in muzej. Muzejska zbirka posvečena kmečkim uporom je postavljena v baročnem dvorcu iz 18. stoletja, ki je bil v lasti družine Oršić. Okoli dvorca se razprostira park. V dvorski kapeli in nekdanji zakristiji pa je postavljena stalna razstava sakralne umetnosti Hrvaškega Zagorja.
Stara cerkev sv. Jurja mučenika je bila zgrajena že pred letom 1279. Sedanja baročna pa leta 1752. V njej so trije baročni oltarji, spovednica, orgle, zgodnje baročni ciborij in dva keliha. Ob cerkvi stoji stara lipa (imenovana Gubčeva lipa), pod katero se je zbiralo vodstvo upora z Gubcem in dogovorilo začetek upora, ki se je nato razširil v Hrvaško Zagorje in Slovenijo.

## Demografija
| Pregled števila prebivalcev po letih | Pregled števila prebivalcev po letih | Pregled števila prebivalcev po letih | Pregled števila prebivalcev po letih | Pregled števila prebivalcev po letih | Pregled števila prebivalcev po letih | Pregled števila prebivalcev po letih | Pregled števila prebivalcev po letih | Pregled števila prebivalcev po letih | Pregled števila prebivalcev po letih | Pregled števila prebivalcev po letih | Pregled števila prebivalcev po letih | Pregled števila prebivalcev po letih | Pregled števila prebivalcev po letih | Pregled števila prebivalcev po letih |
| ------------------------------------ | ------------------------------------ | ------------------------------------ | ------------------------------------ | ------------------------------------ | ------------------------------------ | ------------------------------------ | ------------------------------------ | ------------------------------------ | ------------------------------------ | ------------------------------------ | ------------------------------------ | ------------------------------------ | ------------------------------------ | ------------------------------------ |
| 1857                                 | 1869                                 | 1880                                 | 1890                                 | 1900                                 | 1910                                 | 1921                                 | 1931                                 | 1948                                 | 1953                                 | 1961                                 | 1971                                 | 1981                                 | 1991                                 | 2001                                 |
| 5                                    | 19                                   | 19                                   | 34                                   | 42                                   | 83                                   | 66                                   | 61                                   | 52                                   | 66                                   | 62                                   | 532                                  | 618                                  | 846                                  | 862                                  |